# Montana Highway 17
La Montana Highway 17 est une route du comté de Glacier, dans le Montana, dans le nord-ouest des États-Unis. Ses premiers kilomètres au nord-ouest traversent le parc national de Glacier depuis la frontière avec l'Alberta, où se trouvent les Chief Mountain Border Station and Quarters. Au sud-est, elle s'arrête à l'U.S. Route 89.